# Sakramentspriester
Die Kongregation vom Heiligsten Sakrament (lat. Congregatio Sanctissimi Sacramenti), deren Mitglieder auch „Sakramentspriester“ genannt werden, war eine römisch-katholische Ordensgemeinschaft.
1632 wurde durch Christoph d’Authier de Sisgan in Marseille die Kongregation der Sakramentspriester gegründet und 1647 durch Innozenz X. päpstlich bestätigt. Der Männerorden war ursprünglich vor allem in der Leitung von Priesterseminaren und der Volksmission tätig.